# Calamaria gracillima
Calamaria gracillima är en ormart som beskrevs av Günther 1872. Calamaria gracillima ingår i släktet Calamaria och familjen snokar. Inga underarter finns listade.
Arten förekommer i Malaysias del av Borneo. Honor lägger ägg.